# S1m0ne
S1m0ne is een Amerikaanse speelfilm uit 2002 onder regie van Andrew Niccol. De film is een moderne versie van het verhaal van Pygmalion en een satirische komedie die Hollywood, de moderne media en de blinde verering van sterren op de hak neemt. 

## Verhaal
Filmregisseur Taransky legt de laatste hand aan een nieuwe film met Nicola Anders, een onmogelijke ster die plotseling uit de film stapt. Gebruik van beelden waar zij opstaat verbiedt zij. De geniale computerprogrammeur Hank Aleno laat Taransky zijn computerprogramma na, waarmee acteurs vervangen kunnen worden door levensechte animaties (vactors = virtual actors). Uit noodzaak vervangt Taransky de ster door Simone (SIM(ulation) ONE, simulatie 1), die hij met het computerprogramma kan samenstellen uit bekende filmsterren als Jane Fonda, Grace Kelly, Meryl Streep en Audrey Hepburn. Het publiek weet van niets en accepteert dat Simone nooit in het openbaar optreedt. De digitale ster wordt een groot succes als actrice. Ze krijgt haar eigen parfum en wordt ook zangeres. Als roddeljournalisten Taransky op de hielen zitten en een ontmoeting met Simone eisen stelt hij hen tevreden met een optreden van Simone in de vorm van een hologram: ze zingt (You Make Me Feel Like) A Natural Woman (Mary J. Blige) en maakt een wereldtournee met haar muziek.
Simone wint twee Oscars en maakt een goodwill tour door de derde wereld. Maar Taransky besluit te stoppen met Simone en haar imago te besmeuren. Maar het eigen regiedebuut van Simone in de vorm van de film I am pig waarin ze met varkens in de modder mee-eet, wordt weer een groot succes. Ook de uiterst rechtse meningen die ze ventileert in een video-interview, schaden Simones imago niet, integendeel. Taransky grijpt wanhopig naar een laatste redmiddel: hij besmet zijn computer met een virus, gooit de harde schijf in zee maar wordt gearresteerd op verdenking van moord op Simone. Zijn ex-vrouw en studiohoofd Elaine Christian en dochter Lainey ontdekken net op tijd het computerprogramma in Taransky's studio, passen een anti-virusprogramma toe en komen met nieuw gesimuleerd materiaal van Simone: zij is gezond en wel. Taransky komt vrij en treedt met Simone op in de media: Simone kreeg een kind (ook gesimuleerd) en besluit in de politiek te gaan. De film verklapt hoe de chromakey- techniek is gebruikt.
In een toegift na de aftiteling zien we hoe Taransky een scène samenstelt waarin Simone winkelt in een supermarkt. De roddeljournalist is vertederd dat Simone van hetzelfde gerecht houdt als hij.

## Rolverdeling
- Al Pacino - Viktor Taransky
- Benjamin Salisbury - P.A.
- Winona Ryder - Nicola Anders
- Darnell Williams - Studio Executive
- Jim Rash - Studio Executive
- Ron Perkins - Studio Executive
- Jay Mohr - Hal Sinclair
- Catherine Keener - Elaine Christian
- Evan Rachel Wood - Lainey Christian
- Jeffrey Pierce - Kent
- Rachel Roberts - Simone
- Stanley Anderson - Frank Brand
- Elias Koteas - Hank Alano
- Jason Schwartzman - Milton